# 696 TCN
696 TCN là một năm trong lịch La Mã.